# Ana Aslan
Ana Aslan (née le 1er janvier 1897 à Brăila, Roumanie, morte le 20 mai 1988 à Bucarest, Roumanie), est une médecin roumaine spécialisée en gérontologie, directrice de l'Institut national de gériatrie et de gérontologie de Roumanie (1958 – 1988), membre de l'Académie roumaine en 1974.
Elle a mis en évidence l'importance de la procaïne dans l'amélioration des troubles dystrophiques liés à l'âge, qu'elle a appliquée à large échelle dans la clinique de gériatrie, sous le nom de Gerovital.
Ana Aslan a inventé (avec la collaboration de la pharmacienne Elena Polovrăgeanu) le produit gériatrique Aslavital, breveté et introduit dans la production industrielle en 1980.

## Biographie
Ana Aslan naît le 1er janvier 1897, à Brăila (Roumanie), elle est la plus jeune des enfants de Sofia et Mărgărit Aslan, une famille d'intellectuelsd'origine arménienne. . Elle suit les cours du collège  Romașcanu de Brăila. À 13 ans, elle perd son père ; la famille Aslan quitte la ville natale et emménage à Bucarest. En 1915, Ana Aslan est diplômée de l'École Centrale de Bucarest. À 16 ans, elle rêve de devenir pilote et vole même avec un petit engin, du type  Bristol – Coandă. Finalement, elle décide de devenir médecin, elle entreprend une grève de la faim pour vaincre la position contraire de sa mère et s'inscrit à la Faculté de Médecine.
Durant la Première Guerre mondiale, elle soigne des soldats des hôpitaux militaires à l'arrière du front de Iași. Après son retour à Bucarest en 1919, elle travaille avec le grand neurologue Gheorghe Marinescu. Trois ans plus tard, elle obtient son diplôme à la Faculté de Médecine. Elle est nommée préparatrice à la clinique II de Bucarest, dirigée par le professeur Daniel Danielopolu, qui la conseille dans sa thèse de doctorat.
S'ensuit une activité didactique à l'hôpital de Filantropia, l'Institut clinico-médical de la Faculté de médecine de Bucarest, à la Clinique médicale de Timișoara et l'Hôpital CFR. En 1949, elle devient chef de la Section de physiologie de l'Institut d'endocrinologie de Bucarest. C'est le point de départ de sa carrière de gérontologue. Elle expérimente la procaïne, alliée à l'hématoporphyrine dans un produit qu'elle baptisera KH3 fabriqué par les laboratoires schwartzhaupt de Cologne. Ce produit s'avère efficace comme antalgique dans les affections rhumatologiques, le premier cas d'injection fut pratiqué sur un étudiant alité à cause d'une crise d'arthrose. Elle continue les recherches dans une maison de retraite et met en évidence l'importance de la procaïne dans l'amélioration des troubles dystrophiques liées à l'âge. Elle obtient des résultats remarquables, qui seront communiqués à l'Académie roumaine.
De nombreuses personnalités internationales auraient vraisemblablement, selon certaines sources, suivi un traitement de ce type : Tito, Nikita Khrouchtchev, John Kennedy, Indira Gandhi, Imelda Marcos, Marlene Dietrich, Konrad Adenauer, Charlie Chaplin, Kirk Douglas, Salvador Dalí,,,.

## Inventions
- 1952 : Elle prépare la vitamine H3 (Gérovital), produit gériatrique breveté dans plus de 30 pays.
- 1980 : Elle a inventé, avec la pharmacienne Elena Polovrăgeanu, Aslavital, produit gériatrique.

## Affiliations
- Membre de l'Académie roumaine
- Membre de l'Académie des sciences de New York
- Membre de l'Union mondiale de médecine prophylactique et d'hygiène sociale
- Membre d'honneur du Centre européen de recherches médicales appliquées
- Membre dans le Conseil de direction de l'Association internationale de gérontologie
- Membre de la Société nationale de gérontologie du Chili
- Présidente de la Société roumaine de gérontologie
- Membre d'honneur de l'Association des femmes universitaires roumaines (l'Asociația Femeilor Universitare din România)[6]

## Prix et distinctions
- 1952 - Prix international et médaille "Leon Bernard", prestigieuse distinction accordée par l'Organisation mondiale de la santé pour la contribution apportée au développement de la gérontologie et de la gériatrie[7]
- Commandeur de l'ordre du Mérite de la République italienne
- Officier de l'ordre du Mérite de la République fédérale d'Allemagne
- Chevalier de l'ordre des Palmes académiques, France
- Professeur honoris causa et docteur émérite de l'Université Bragança Paulista, Brésil

## Publications
- Ana Aslan, Contre la vieillesse, Genève/Paris, éd. Nagel, 1985.